# 愛子內親王
敬宮愛子內親王（2001年12月1日—），日本皇室成員，今上天皇德仁與皇后雅子的獨女。宮號敬宮。封位內親王。依據《皇室典範》，敬稱為殿下。徽印為「五葉杜鵑」。首位在21世紀後誕生的日本皇室成員，也是目前最年輕的女性皇族，現今居住在東京都千代田區的皇居。

## 經歷
- 2001年（平成13年）12月1日下午2時43分，皇太子德仁與太子妃雅子的首名孩子在東京都千代田區皇居宮內廳醫院出生。[1]同日，行賜劍儀式（賜剣の儀），由祖父當時天皇明仁贈與短刀（有人間國寶之稱的大隅俊平所製）及袴 [2]。刀身長約25公分，全長約40公分。
  - 同年12月7日，進行「浴湯の儀」「命名の儀」「賢所皇霊殿神殿に誕生命名奉告の儀」，並由天皇命名為愛子及給予敬宮的宮號。
  - 宮號及名字出典自《孟子》〈離婁下〉：「愛人者，人恆愛之；敬人者，人恆敬之。」在皇太子夫婦及學者討論而定下後，由天皇命名。
  - 徽印所使用的「五葉杜鵑（日语：ゴヨウツツジ）」每年五月會在那須御用邸內盛開。
- 幼時父母以「愛ちゃん」稱之[3]。
- 2006年4月11日，進入學習院幼稚園就讀。同年8月，與父母一同出訪至荷蘭，為首次海外出訪[4]。
- 2008年3月，自學習院幼稚園畢業。同年4月，進入就讀。
- 2010年3月，因男同學的“粗暴行為”而受到驚嚇，因而懼怕上學一段時間，期間的學年結業典禮和4月新生歡迎儀式都沒有出席。
- 2014年3月，自學習院初等科畢業。同年4月，進入就讀[5]。同年七月十五日，第一次參拜曾祖父昭和天皇及曾祖母香淳皇后的武藏野陵，7月30日則初次參拜伊勢神宮[6][7]。
- 2017年3月22日，自學習院女子中等科畢業。[8]
- 2018年7月，于英国伊顿公学短期留学，并在樸茨茅夫和牛津等地体验英国文化。
- 2019年5月，随着父亲德仁天皇即位，成为第一皇女子，也是德仁天皇与雅子皇后唯一的子女。
- 2020年3月，自學習院女子高等科畢業。
- 2020年4月，进入學習院大學文学部日本語日本文学科就读。
- 2021年12月，舉行成年禮。因2019冠状病毒病疫情緣故，為減輕國家財政負擔，自願放棄訂製皇冠（女性皇族成年皆能得到專屬皇冠），向姑姑黑田清子商借其當年成年的皇冠調整使用，成為150年以來首位無自己皇冠的成年女性皇族。

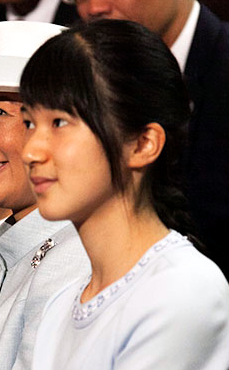
愛子內親王(2016年)

由於明仁的兩位嫡子長期以來沒有兒子，日本政府曾經一度檢討規定皇位繼承規則的《皇室典範》，打算容許女天皇的再度出現。但是2006年（平成十八年）9月6日，秋篠宮文仁親王的親王妃紀子誕下長子悠仁親王，成為日本皇室的第三順位繼承人之後，皇位繼承危機暫時得到解決，日本政府也擱置了檢討《皇室典範》的工作，使愛子按照規定仍然無權繼承皇位。但是因為男性皇室成員稀少，因此在2019年，明仁讓位於德仁之際，依照特別法條例，日本政府應討論包含女性皇族下嫁後是否保留皇籍等問題，以避免未來皇室可能斷絕的危機。

## 逸事

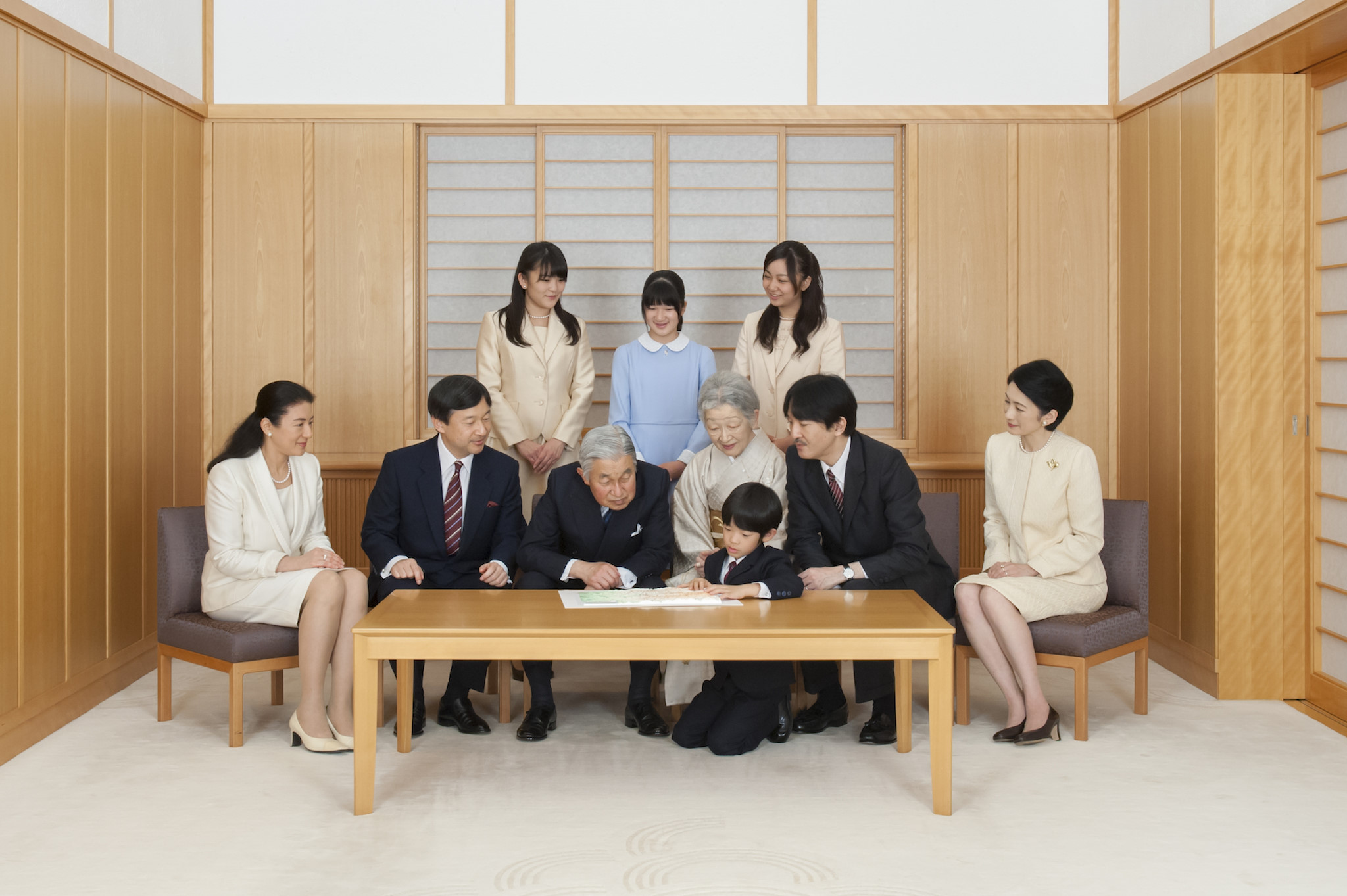
2013年11月，与她的祖父、当时的明仁天皇以及其他皇室成员在一起。

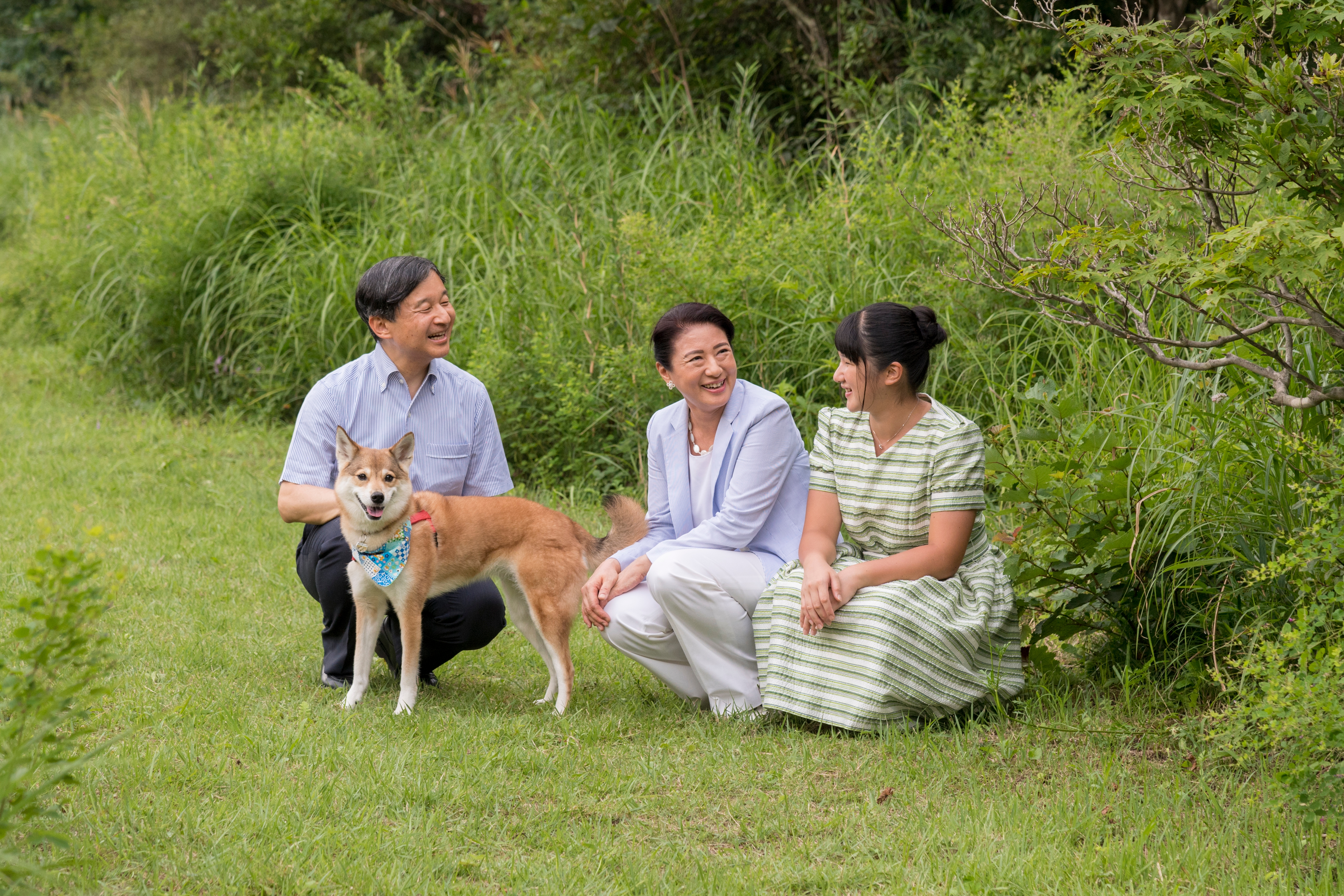
2019年8月19日（令和元年），与父母以及爱犬由莉一起在那须御用邸避暑静养。

### 观看体育比赛
- 大相撲：童年的爱好之一是观看大相扑。不仅记住了力士的四股名，还记住了他们的名字和出生地[10]。2006年初次比赛场所在观看电视转播时，她的父亲徳仁亲王提到旭天鵬对玉乃岛的比赛时，她回答说“是小结之间的对决”。2005年在访问日本愛知世博时，徳仁亲王说“要去爱知县”，她则回答“琴光喜是来自爱知县的”。2006年9月10日，她与父母一起在兩國國技館首次观看了秋季比赛，并表示“这不是梦吧”。2007年9月22日，她也与皇太子夫妇一起在秋季比赛的第14天热心地观战，并在星取表上记录了胜负。

- 棒球：从2009年的世界棒球经典赛（WBC）开始对棒球产生兴趣，内川圣一成为她喜爱的选手。2009年7月12日，她与父母一起首次观看了日本职业棒球赛事，比赛是在神宫球场进行的燕子队对战横滨队的比赛。

### 运动与体育
- 运动神经：喜欢活动身体[11]。奔跑速度快，在学习院小学部的运动会上经常被选为接力赛跑者。2013年（平成25年）六年级时，参加了学校的远泳活动，成功游完了3公里。运动会上还参加了团体操[12]。
- 篮球：2012年（平成24年）小学五年级时，作为运动俱乐部活动，加入了篮球队。最初考虑加入棒球队，但选择了篮球作为女子团队运动项目[13]。
- 滑雪：从小就开始滑雪。2013年（平成25年）1月，寒假期间与学习院小学部的同学一起前往长野县奥志贺高原滑雪场参加滑雪训练营[14]。3月下旬，也曾与家人一起去该县滑雪，练习成果显著，挑战了高级雪道。同年4月5日，宫内厅公布了敬宫爱子内亲王的春假滑雪影片和照片[15][16]。
- 网球、垒球：2014年（平成26年），升入中学后，开始对网球和垒球感兴趣，在赤坂御用地的球场和花园里，与父母和宫内厅员工一起享受打球的乐趣。
- 慢跑：与父亲德仁一起在院内慢跑[11]。

羽毛球、排球：新冠病毒疫情爆发后，在严格的防疫措施下，戴着口罩与宫内厅员工一起玩羽毛球和排球。

### 日本文化与音乐
- 书道 - 从小就开始练习书法，宫内厅文化节上展出了有力的作品。
- 百人一首 - 2015年（平成27年）2月，在学习院女子中等科举行的百人一首比赛中，夺得约40张牌，大获全胜，对日本传统文化也非常熟悉[17]。
- 大提琴 - 在学习院小学四年级时，作为俱乐部活动加入了管弦乐队，负责大提琴并热心练习。
- 和歌 - 2022年（令和4年），首次在歌會始的仪式上贡献了和歌，“英国的学校迎来了我，向着被打开的世界之窗”（“英国の学び舎に立つ時迎へ 開かれそむる世界への窓”），在高中二年级的夏天参加英国的夏令营时，感受到站在英国大地上即将打开的世界之窗的心情。

### 自然
- 喜欢天文观测，2018年（平成30年）1月与父母皇太子夫妇（当时）一起观测了一次月全食。

### 宠物
从出生开始就在东宫御所（当时→赤坂御所）家中养了狗和猫，并非常喜爱它们。在生日会见等场合也会一起出镜。领养了许多流浪的狗和猫，以及在动物医院被救助的狗和猫。
“皮皮（ピッピ）”和“玛丽（マリ）”
爱子内亲王出生前，父母皇太子夫妇（当时）就开始饲养的狗。2009年（平成21年），两位在老年期一同去世。
“由莉（ゆり）”
2009年（平成21年）4月开始饲养的柴犬混血。取名类似于玛丽。照片拍摄时戴的围巾是爱子内亲王的手工制作。在休养地也会一起活动。
“人类(にんげん)”和“咪咪”
2010年（平成22年）春，学习院小学三年级时，一只母猫“人类”误入赤坂御用地后不久生下了四只小猫，其中一只被收养并命名为“咪咪”。2016年（平成28年）5月，因病去世。
“塞文”
2016年（平成28年）以后开始饲养的猫，出生于7月。是斑纹混血典型的虎斑白猫。

### 与内亲王殿下相关的花

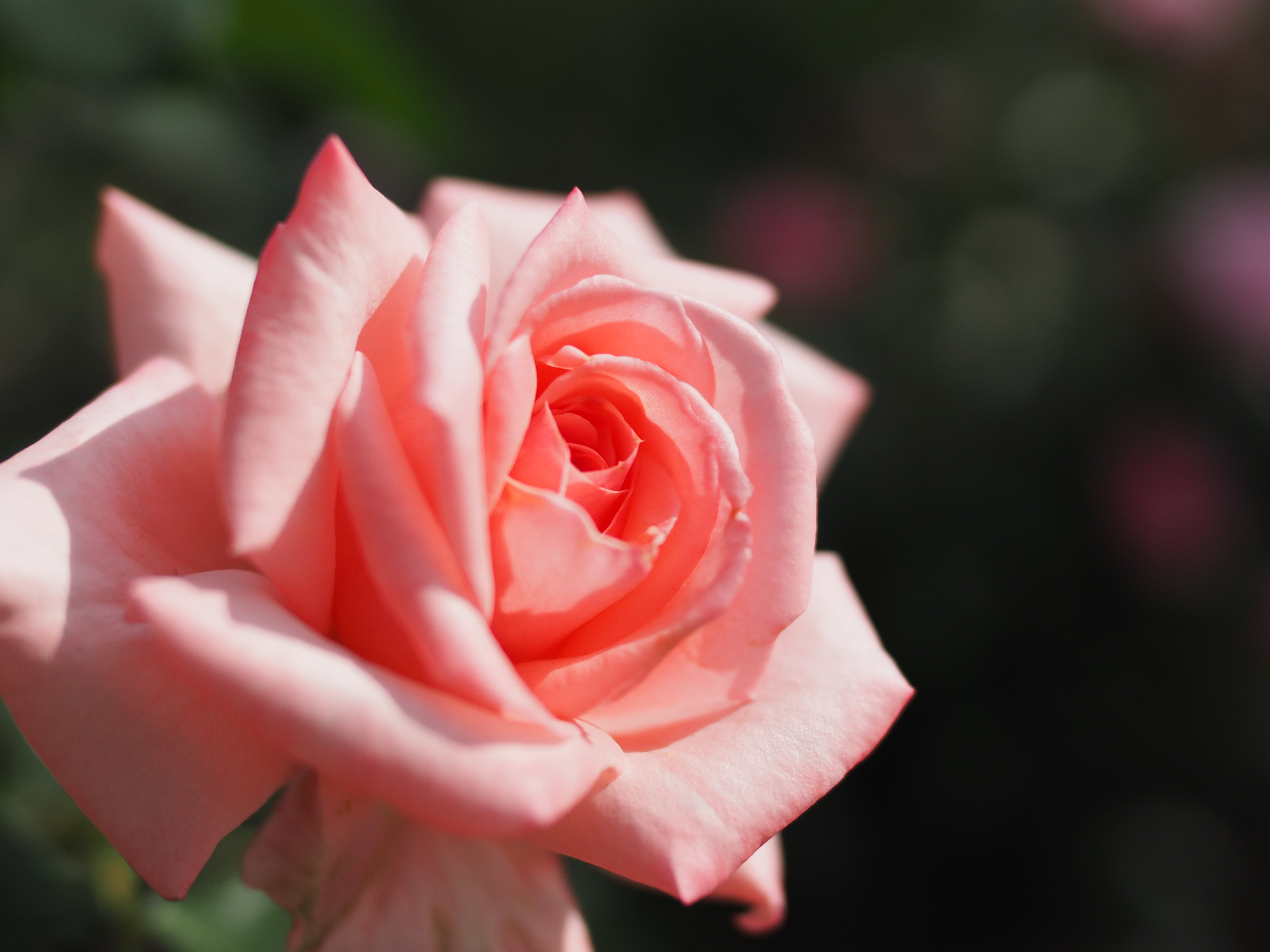
爱子公主（玫瑰）

皇女爱子诞生后，以下三种玫瑰以爱子内亲王的名字命名。
- 京成玫瑰园艺（总部：千叶县八千代市）的粉色多花玫瑰（英语：Floribunda (rose)）“爱子公主（プリンセスアイコ）”
- 岐阜县园艺特产振兴会的奶油色雜交茶香月季“爱殿下（ハイネス愛）”
- 法国Meilland（法语：Meilland）（1850年成立的玫瑰育种公司）制作的纯白色雜交茶香月季“皇家公主（Royal Princess）”

此外，河野Mericlone的“大花蕙蘭爱子殿下（シンビジウム愛子さま）”也是以愛子命名的花。

## 稱呼
- 父親德仁自愛子內親王出生後的記者會面以來，都是以「愛子」稱呼[3][22]。小時候（2003年左右）媒體上多使用「敬宮さま」稱呼。祖父明仁及祖母美智子則是以「敬宮」稱呼[23]；2006年後則與德仁一樣稱呼「愛子」[24]。
- 媒體從最初使用御稱號，即「敬宮」[22]到現在多以「愛子さま」稱呼[25]，「愛子さま」的稱呼成為日本國民間固定用法[26]。
- 在學校時使用「敬宮愛子」作為姓名[26]；由於日本皇室無姓氏，為便利起見以宮號代表之。
- 宮内廳的官方網站上則以「敬宮殿下」或「愛子内親王殿下」稱之[27]。

## 荣誉

### 國內勋奖
- 日本
  -  宝冠大绶章（2021年12月5日颁发）

## 家系
| 敬宮愛子内親王 | 父: 德仁天皇 | 祖父: 明仁上皇     | 曾祖父: 昭和天皇   |
| 敬宮愛子内親王 | 父: 德仁天皇 | 祖父: 明仁上皇     | 曾祖母: 香淳皇后   |
| 敬宮愛子内親王 | 父: 德仁天皇 | 祖母: 美智子上皇后 | 曾祖父: 正田英三郎 |
| 敬宮愛子内親王 | 父: 德仁天皇 | 祖母: 美智子上皇后 | 曾祖母: 正田富美子 |
| 敬宮愛子内親王 | 母: 雅子皇后 | 祖父: 小和田恆     | 曾祖父: 小和田毅夫 |
| 敬宮愛子内親王 | 母: 雅子皇后 | 祖父: 小和田恆     | 曾祖母: 小和田静   |
| 敬宮愛子内親王 | 母: 雅子皇后 | 祖母: 小和田優美子 | 曾祖父: 江頭豐     |
| 敬宮愛子内親王 | 母: 雅子皇后 | 祖母: 小和田優美子 | 曾祖母: 江頭寿々子 |

## 外部連結
- 天皇皇后両陛下 - 宮内庁 （页面存档备份，存于）（日語）